# Ladang Tengah
Ladang Tengah is een bestuurslaag in het regentschap Tapanuli Tengah van de provincie Noord-Sumatra, Indonesië. Ladang Tengah telt 1524 inwoners (volkstelling 2010).